# Hugh Grant
Hugh Grant (Londres, Anglaterra, 9 de setembre de 1960) és un actor i productor anglès guanyador d'un Globus d'Or, un Bafta i un Cèsar honorífic. Va saltar a la fama internacional després d'interpretar a l'alter ego de l'escriptor i director Richard Curtis a la comèdia dramàtica Quatre bodes i un funeral. La seva imatge de gentleman i autèntic heroi romàntic li va valer en els anys 90 papers a pel·lícules com Sentit i sensibilitat o El que queda del dia. Ha estat en els últims anys que ha abandonat aquest estil d'actuació i ha volgut donar un to més satíric i cínic a les seves representacions. És el cas, per exemple, de la seva intervenció a Bridget Jones's Diary i la seva seqüela.
És conegut sobretot per interpretar els protagonistes masculins en diverses comèdies romàntiques britàniques d'èxit dels anys noranta: Quatre bodes i un funeral (1994), al costat d 'Andie MacDowell, Sentit i responsabilitat (1995), amb Emma Thompson,  Notting Hill (1999), al costat de Julia Roberts, Bridget Jones's Diary (2001), al davant de Renée Zellweger, i la seva seqüela Bridget Jones: The Edge of Reason (2004), o fins i tot Love Actually (2003).
A principis dels anys 2000, va provar amb personatges més foscos sota la direcció dels directors estatunidencs Chris Weitz i Paul Weitz: un solter endurit a la comèdia dramàtica Un nen gran (2002) i un presentador de televisió cínic de la sàtira American Dreamz (2006). Però, finalment, col·labora amb el guionista i director nord-americà Marc Lawrence per a noves comèdies romàntiques: Amor amb preavís (2002) l'enfronta a Sandra Bullock, The Come-Back (2007) contra Drew Barrymore, Què se n'ha fet, dels Morgan? (2009) a Sarah Jessica Parker i Canvi de guió (2014) a Marisa Tomei.
L'any 2012 està marcat per la seva col·laboració amb les Wachowski i Tom Tykwer per a la pel·lícula Cloud Atlas en la qual interpreta diversos personatges així com pel seu paper de Capità Pirata a la pel·lícula d'animació Pirates! des de l'estudi Aardman Animations.
El 2015, va començar una col·laboració amb el director Guy Ritchie, per a qui va interpretar a Operació U.N.C.L.E. (2015), The Gentlemen (2019) i Operation Fortune: Cunning of War (2022). Paral·lelament, si interpreta l'antagonista de la pel·lícula Paddington 2 (2017), també destaca a la televisió, interpretant els papers principals de les minisèries A Very English Scandal (2018) i The Undoing (2020).

## Biografia
Hugh Grant va néixer a Hammersmith, Anglaterra, en una família d'ascendència escocesa, el capità James Murray Grant, director d'un negoci de tapissos, i Fynvola Susan Maclean, professora de francès.
Hugh Grant té un germà gran, James. El seu besavi, James Stewart, era escocès i se sap que va ser el segon amb l'explorador David Livingstone. La seva família també ve del pare jacobita William Drummond (1690-1746), 4t vescomte Strathallan. Hugh Grant també està relacionat amb l'actor Thomas Brodie-Sangster: La besàvia de Thomas Brodie-Sangster era la germana de l'àvia d'Hugh Grant.
Hugh Grant va anar a Wetherby School, Latymer Upper School, després a la Universitat d'Oxford (New College), on va estudiar anglès i es va convertir en un membre notori de la Piers Gaveston Society. És llicenciat en història de l'art.

### Carrera

#### Inicis i revelació (1982-1994)
Hugh Grant va debutar el 1982 en una pel·lícula de televisió titulada Privileged. Aleshores era conegut com a " Hughie Grant". No va ser fins tres anys després que els papers televisius es van multiplicar.
El 1987, va rebre el premi al millor actor al Festival Internacional de Venècia pel seu paper d 'homosexual reprimit a la pel·lícula Maurice de James Ivory. El 1988 va fer una aparició notable a la pel·lícula de Ken Russell The Lair of the White Worm i el 1991 va interpretar el paper de Frédéric Chopin a la pel·lícula Impromptu. El 1992, va protagonitzar amb Kristin Scott Thomas Bitter Moon de Roman Polanski. El 1993, va coprotagonitzar la pel·lícula El que queda del dia, amb Anthony Hopkins i Emma Thompson.
El 1994 va tenir un autèntic èxit amb la comèdia romàntica Quatre bodes i un funeral. Així va guanyar diversos premis entre els quals el Globus d'Or al millor actor musical o còmic així com un BAFTA al millor actor el 1995. La pel·lícula l'imposa al gran públic d'arreu del món com l'anglès encantador, romàntic i incòmode.

#### Progressió i confirmació crítica i comercial (1995-2003)

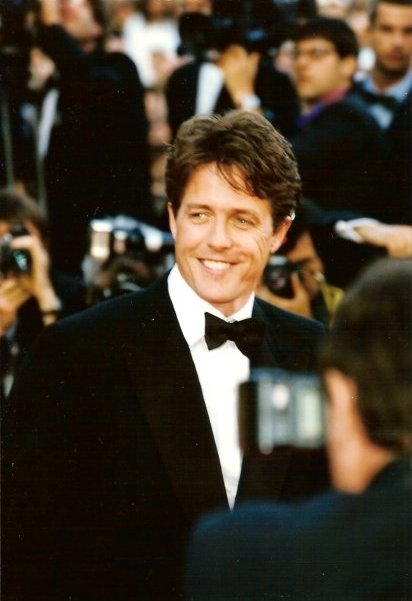
Actor al Festival de Cannes de 1997.

L'actor interessa a Hollywood: el 1995, va aparèixer en cinc llargmetratges: comparteix el cartell del romanç històric Una insòlita aventura amb Alan Rickman; després porta la comèdia dramàtica L'anglès que va pujar un turó però va baixar una muntanya; protagonitza la comèdia romàntica Nou mesos amb Julianne Moore; però sobretot forma, amb Emma Thompson, Kate Winslet i novament Alan Rickman, el quartet central del romanç històric Sentit i sensibilitat. També va tenir un paper secundari al drama històric The King's Gift, protagonitzat per Robert Downey Jr. i Sam Neill.
L'any 1996 va intentar canviar de registre: el thriller de crim En creuar el límit, al costat de Gene Hackman. Però el llargmetratge passa desapercebut. L'actor, però, va fer una remuntada espectacular tres anys després en compartir el cartell de la comèdia romàntica  Notting Hill amb l'actriu estatunidenca Julia Roberts, el va confirmar definitivament com a estrella del gènere. La pel·lícula, escrita per Richard Curtis, va tenir molt bona acollida per la crítica i segueix sent, encara avui, l'èxit comercial més gran de la seva carrera. El mateix any, el fracàs de la comèdia romàntica Mickey blue eyes, amb Jeanne Tripplehorn, és així relatiu.
L'actor gira sota la direcció de Woody Allen en la peculiar comèdia Lladres d'estar per casa, l'any 2000, continua l'any següent amb una nova comèdia romàntica, Bridget Jones's Diary (2001), al costat de Renée Zellweger i Colin Firth. Un nou èxit de crítica i comercial.
L'any 2002, va interpretar la seva imatge d'etern solter a la comèdia dramàtica Un nen gran, de Chris i Paul Weitz, on va tenir com a principal company d'actuació un molt jove Nicholas Hoult. La pel·lícula és aclamada per la crítica. D'altra banda, el mateix any, la seva nova comèdia romàntica de Hollywood Amor amb preavís, de Marc Lawrence amb Sandra Bullock, va tenir molt mal acollida, però comercialment va tenir molt bona acollida.
No es va arriscar l'any 2003 en confiar en el guionista d'Notting Hill, la primera pel·lícula del qual es va incorporar com a director: la comèdia coral romàntica Love Actually, que li permet compartir cartell amb Alan Rickman, Emma Thompson, Liam Neeson, Laura Linney o Bill Nighy. Igualment quan continua l'aventura de Bridget Jones: The Edge of Reason. Ambdues pel·lícules van ser èxits comercials, tot i que la segona va ser mal rebuda per la crítica.

#### Falles empresarials i diversificació (2006-2016)

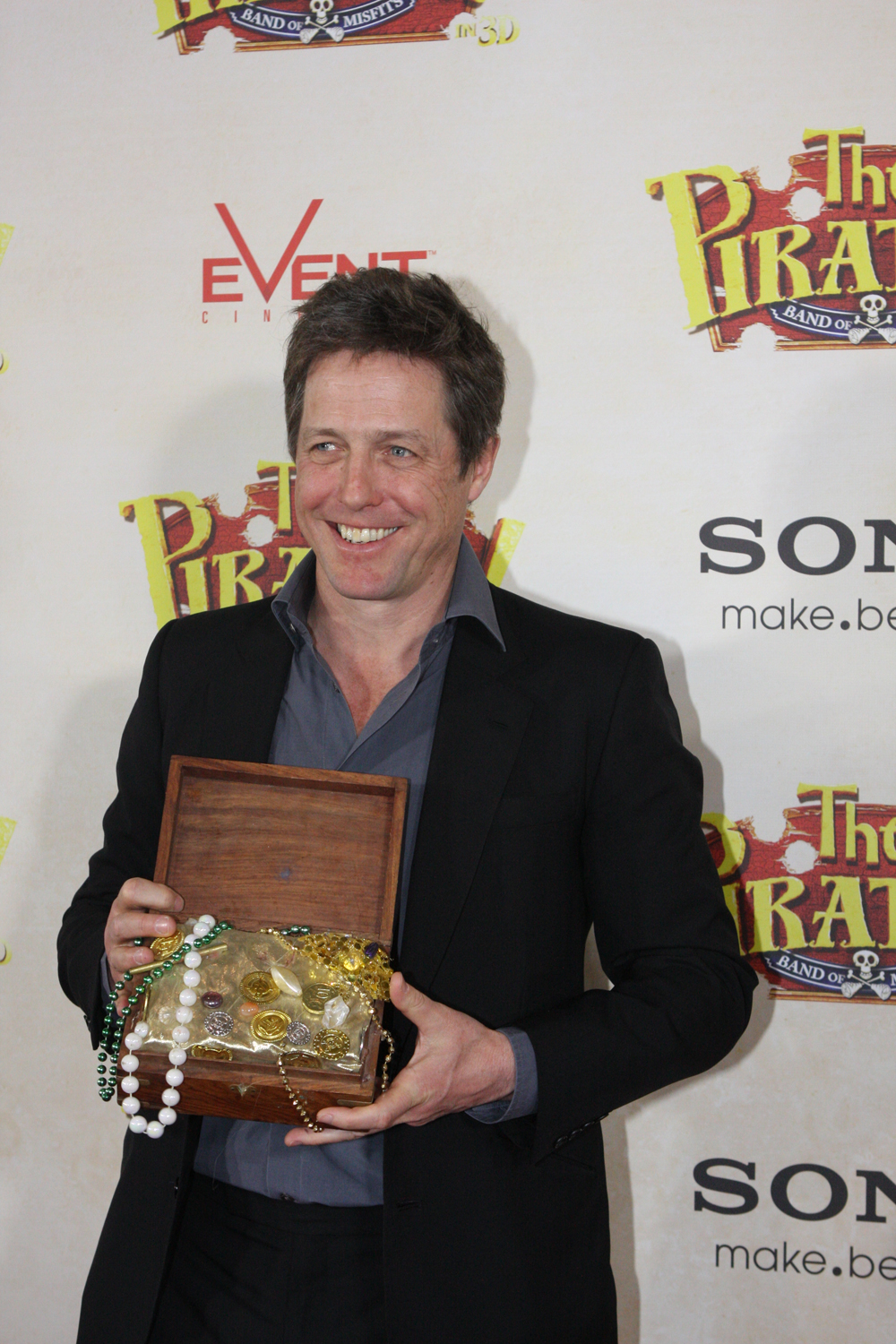
A Sydney, l'any 2012, a l'estrena de The Pirates!

L'any 2006, llavors als 46 anys anys, l'actor va tornar a connectar amb Paul Weitz per a un projecte diferent del seu gènere favorit, però la sàtira American Dreamz va decebre els crítics i va ser un fracàs comercial, no va poder pagar el seu pressupost. A continuació, l'actor continua amb dues comèdies romàntiques dirigides per Marc Lawrence: el 2007 The Come-Back, amb Drew Barrymore, després Què se n'ha fet, dels Morgan? el 2010, al costat de Sarah Jessica Parker. Si el to lleugerament satíric del primer convenç la crítica i el públic, el segon és, però, un fracàs en tots dos aspectes.
Aleshores decideix aventurar-se en diferents gèneres: el 2012, per a la coproducció internacional Cloud Atlas, de Tom Tykwer i Andy i Lana Wachowski, va interpretar així una sèrie de papers diferents, com els seus socis Halle Berry i Tom Hanks. Aquest ambiciós fresc de fantasia i ciència-ficció va impressionar bona part de la crítica, però no va conèixer el gran públic. No va tenir millor sort el 2015 amb la superproducció de Guy Ritchie, Operació U.N.C.L.E. (The Man from U.N.C.L.E.), que també convenç als crítics, però decep a taquilla.
El 2014, quan tenia 54 anys va tornar a la comèdia romàntica, per quarta vegada sota la direcció de Marc Lawrence, però per a una pel·lícula independent i més intimista, on la seva parella era Marisa Tomei. Canvi de guió, però, passa desapercebuda. Al mateix temps, opta per declinar el tercer i últim capítol d Bridget Jones's Diary, el guió del qual no l'hauria satisfet. És, doncs, substituït per una altra figura de la ficció romàntica, el nord-americà Patrick Dempsey.
El 2016, va tornar al biopic Florence Foster Jenkins, de Stephen Frears, amb els actors nord-americans Simon Helberg en el paper del pianista i Meryl Streep en el paper principal. Interpreta el paper de St. Clair Bayfield, un marit amorós i devot.
A finals de setembre de 2016, va ser premiat pel Festival de Cinema de Zuric, que li va donar un eye d'or per tota la seva carrera.

### Sèries (des del 2017)
Va tornar a la televisió el 2018 coprotagonitzant la històrica minisèrie d'Amazon Prime, A Very English Scandal, amb el jove Ben Whishaw.
A partir d'aquesta experiència, després va acceptar coprotagonitzar una nova sèrie d'HBO, The Undoing with Nicole Kidman.

## Vida privada

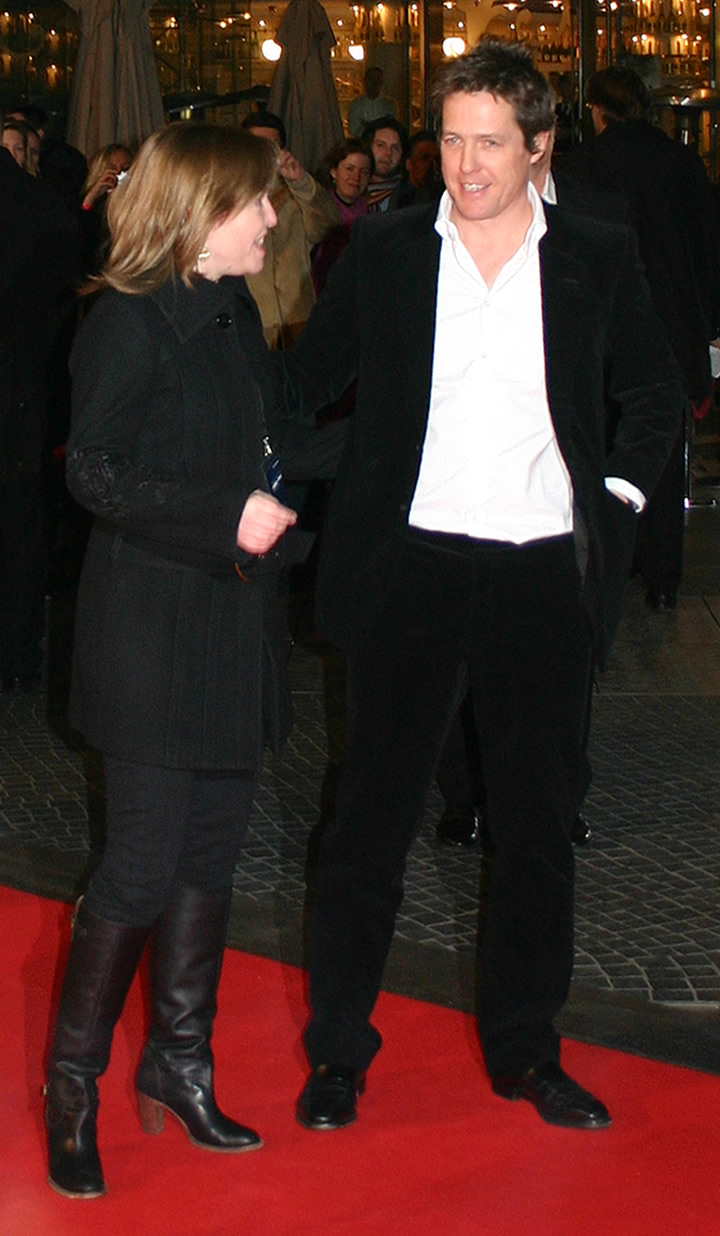
Hugh Grant el 2007 a l'estrena de The Come-Back.

Comparteix la vida de Liz Hurley de 1987 a 2000. Va destacar, vestida amb un llarg vestit negre de Versace, acompanyant-lo el 1994 a l'estrena de la pel·lícula Quatre bodes i un funeral.
El 27 de juny de juny de 1995, va causar un escàndol quan va ser detingut per la policia per "exhibició sexual"(delicte de conducta lasciva en un lloc públic) mentre una prostituta, Divine Brown, li fa sexe oral al seu cotxe.
L'escàndol provoca la ruptura amb Liz Hurley. El 2002, es va convertir en padrí del fill de Liz Hurley, el petit Damian Charles Hurley.
El 2001 va tenir una breu relació amb l'actriu Sandra Bullock.
És pare d'una filla, Tabitha, nascuda el novembre de 2011, i un nen, Félix, nascut el 29 de desembre de 2012, nascut de la seva relació amb Tinglan Hong.
Segons The Sun, Hugh Grant el 2013 va reconèixer el seu tercer fill, un fill anomenat John Mungo, que va néixer el setembre de 2012, la mare de la qual és la productora de televisió sueca Anna Elisabet Eberstein (que és filla de la política sueca Susan Eberstein. Hugh Grant i Anna Elisabet Eberstein donen la benvinguda al seu quart fill, una filla, nascuda el dia 16 de desembre de 2015 i un cinquè fill, nascut el 9 de març de 2018.
Es va casar amb Anna Elisabet Eberstein el maig de 2018, als 57 anys anys.

## Compromís polític
El 2011, l'escàndol de la pirateria telefònica de News International va esclatar i va acusar els empleats del tabloide britànic News of the World d'haver escoltat diverses personalitats. Hugh Grant és un d'ells i acusa diversos polítics d'estar vinculats a aquest afer. L'actor britànic també ha al·ludit repetidament a les intrusions dels paparazzi en la seva vida privada. Per tant, es dedica a la política amb la campanya Hacked Off destinada a protegir i fer justícia a les víctimes dels tabloides. Aquesta organització fa campanya pel periodisme lliure i legalment responsable. El 2016, va acusar el Mirror Group Newspaper (propietari del popular The Daily Mirror) de pirateria. Va guanyar el cas i va rebre una indemnització.
Encara que no està afiliat a cap partit polític, Hugh Grant ha assistit a diverses reunions dels liberals demòcrates. També va mostrar el seu suport al diputat liberal demòcrata Danny Alexander i als dos candidats del Partit Laborista, Tom Watson i Michael Foster, a les eleccions generals del 2015 al Regne Unit.
Hugh Grant també s'ha oposat al Brexit en diverses ocasions. El 2019, va fer campanya a favor d'un vot tàctic per aturar la majoria conservadora i el Brexit, apropant-se als candidats d'esquerres (demòcrates liberals i laboristes). També va atacar Boris Johnson, tuitejant: "No fotis el futur dels meus fills. No sabotejaras les llibertats per les quals va lluitar el meu pare en les dues guerres mundials. [... ]".

## Filmografia
- Passions a Kenya (White Mischief) (1987)
- Creuar la línia (1990)
- El que queda del dia (1993)
- Quatre bodes i un funeral (1994)
- Sirenes (1994)
- Nou mesos (Nine Months) (1995)
- L'anglès que va pujar un turó però va baixar una muntanya (1995)
- Sentit i sensibilitat (1995)
- Notting Hill (1999)
- Bridget Jones's Diary (2001)
- Un nen gran (About a Boy) (2002)
- Amor amb preavís (2002)
- Love Actually (2003)
- Bridget Jones: The Edge of Reason (2004)
- American Dreamz (2006)
- Music and Lyrics (2007)
- Què va ser dels Morgan? (2009)
- Cloud Atlas (2012)
- Canvi de guió (2014)
- The Man from U.N.C.L.E. (2015)
- Florence Foster Jenkins (2016)
- Paddington 2 (2017)
- A Very English Scandal (2018)
- The Gentlemen de Guy Ritchie: Fletcher (2020)
- Glass Onion  de Rian Johnson: Philip (2022)
- Dungeons & Dragons: Honor Among Thieves de Jonathan Goldstein i John Francis Daley: Forge Fletcher (2023)
- Wonka (2023)
- Operation Fortune: Ruse de Guerre (2023)